# Hawkwind (album)
Albums de Hawkwind
In Search of Space
(1971)
Singles
1. Hurry On Sundown
Sortie : 26 juin 1970

Hawkwind est le premier album du groupe de rock britannique Hawkwind. Il est sorti en 1970 sur le label Liberty Records.
Ce disque, l'un des premiers albums de space rock, est produit par Dick Taylor, l'ancien guitariste des Pretty Things.

## Fiche technique

### Titres
Toutes les chansons sont créditées à Dave Brock sur l'album original, puis à l'ensemble des membres du groupe à partir de la réédition remasterisée de 1996.

#### Album original
| 1. | Hurry On Sundown  | 4:50 |
| 2. | The Reason Is?    | 3:30 |
| 3. | Be Yourself       | 8:09 |
| 4. | Paranoia – Part 1 | 1:04 |

| 5. | Paranoia – Part 2           | 4:11  |
| 6. | Seeing It as You Really Are | 10:43 |
| 7. | Mirror of Illusion          | 7:08  |

#### Rééditions
La réédition remasterisée de 1996 inclut quatre titres bonus :
| 8.  | Bring It on Home        | Willie Dixon | 3:18 |
| 9.  | Hurry On Sundown (démo) |              | 5:06 |
| 10. | Kiss of the Velvet Whip |              | 5:28 |
| 11. | Cymbaline               | Roger Waters | 4:04 |

Bring It On Home est un enregistrement réalisé par Dave Brock avant la formation de Hawkwind. Les trois autres titres ont été enregistrés aux studios Abbey Road en 1969, à l'époque où le groupe s'appelle encore « Hawkwind Zoo » et où Huw Lloyd n'a pas encore remplacé Mick Slattery comme guitariste.

### Musiciens
- Dave Brock : guitare, claviers, chant
- Nik Turner : saxophone, flûte, chant
- Huw Lloyd : guitare, chant
- John A. Harrison : basse, chant
- Dik Mik : effets électroniques
- Terry Ollis : batterie

### Équipe de production
- Dick Taylor, Hawkwind : production
- Barry Ainsworth : ingénieur du son
- Arthur Rhodes : pochette

### Classements et certifications
| Classement                    | Meilleure position | Année |
| ----------------------------- | ------------------ | ----- |
| Royaume-Uni (UK Albums Chart) | 75                 | 1984  |